# Lapinjärvi (sjö i Norra Savolax, lat 63,53, long 28,35)
Lapinjärvi är en sjö i Finland. Den ligger i kommunen Rautavaara i landskapet Norra Savolax, i den centrala delen av landet, 400 km nordost om huvudstaden Helsingfors. Lapinjärvi ligger 135,7 meter över havet. I omgivningarna runt Lapinjärvi växer i huvudsak blandskog. Den är 11,01 meter djup. Arean är 2,22 kvadratkilometer och strandlinjen är 7,41 kilometer lång. Sjön  ingår i Vuoksens huvudavrinningsområde. 